# Horndøla-Brücke

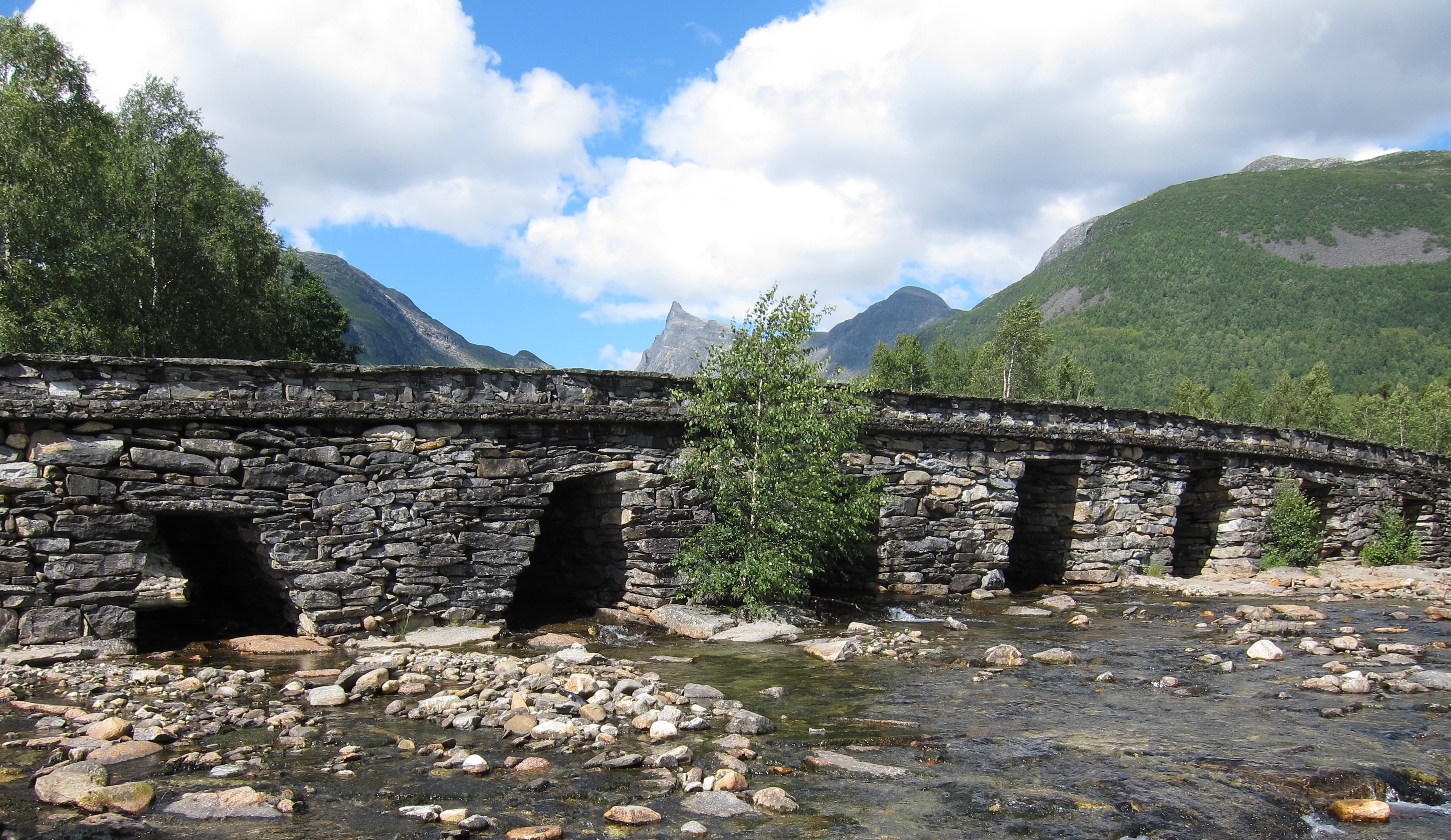
Horndøla-Brücke, 2010

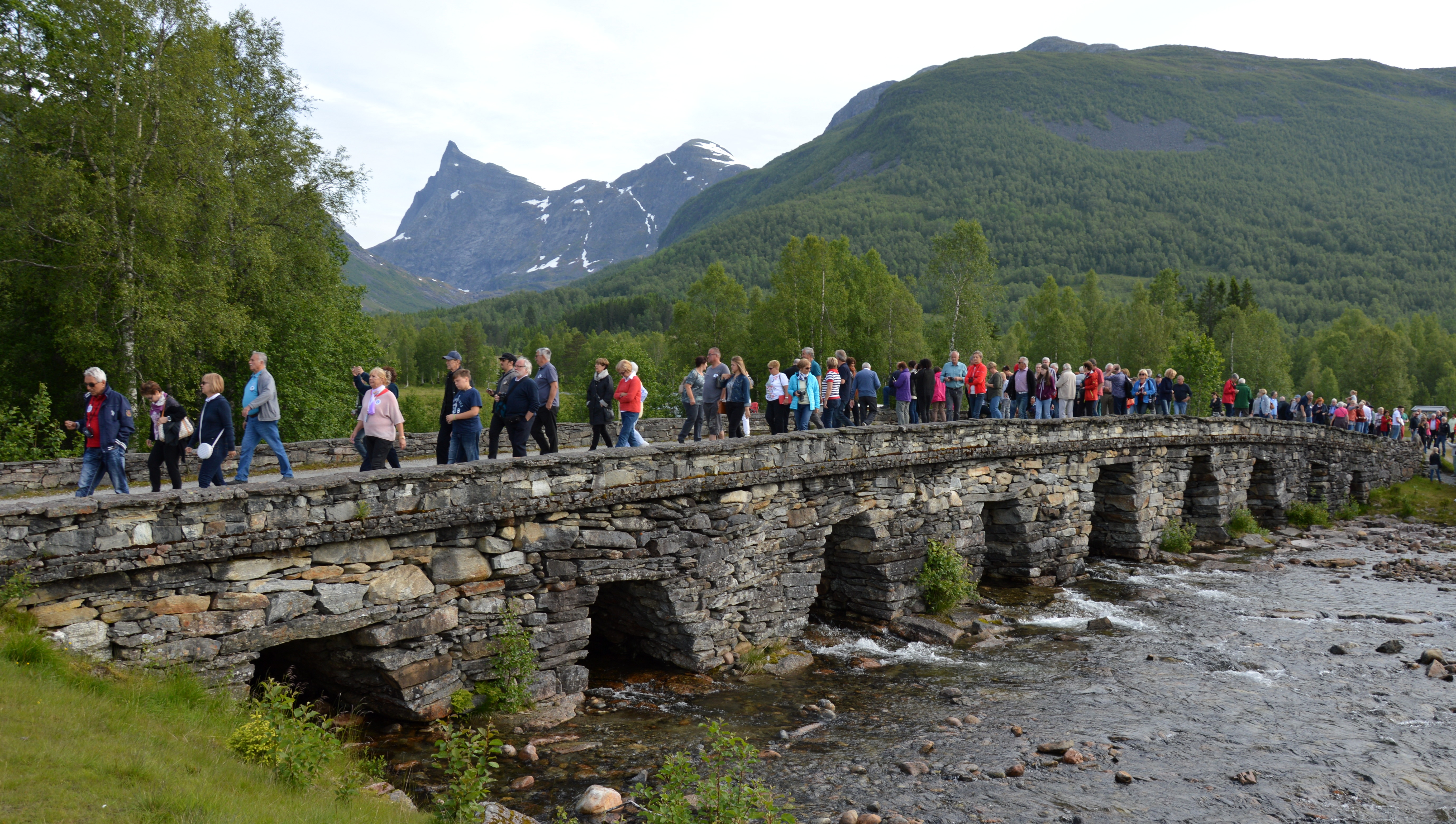
Touristen auf der Brücke, 2017

Die Horndøla-Brücke ist eine Brücke in der norwegischen Gemeinde Volda in der Provinz Møre og Romsdal. 
Die Steinbrücke befindet sich im nördlichen Teil Hornindals und führt parallel zum Fylkesvei 60 westlich von diesem über die Kvitla. Am nordöstlichen Ende der Brücke befindet sich der Heirats- und Jungfrauenstein.
Die 52 Meter lange Brücke entstand in der Zeit von 1810 bis 1813 an der Stelle eines aus Holz und Stein bestehenden Vorgängerbaus. Im Jahr 1937 fügte man im Zuge einer Renovierung eine fünf Meter breite Betonplatte ein. 1971 errichtete Statens vegvesen dann südöstlich der Brücke eine neue Brücke, über die heute der Fylkesvei 60 geführt wird. 1993/94 wurde die alte Brücke restauriert.
Die Horndøla-Brücke gilt als Sehenswürdigkeit und ist häufig Zwischenstation von touristischen Busreisen, die insbesondere im Zusammenhang mit Kreuzfahrten in den nördlich liegenden Fjorden durchgeführt werden. An beiden Enden der Brücke befinden sich Parkplätze, südlich liegt ein Zeltplatz.